# Fan Changmao
Fan Changmao (* 8. April 1963) ist ein chinesischer Tischtennisspieler, der in den 1980er Jahren bei Weltmeisterschaften drei Medaillen gewann.

## Werdegang
Fan Changmao ist Penholder-Spieler. Er nahm an den Weltmeisterschaften 1983 und 1985 teil. 1983 kam er im Einzel, Doppel und Mixed ins Viertelfinale, mit der chinesischen Mannschaft wurde er Weltmeister. 1985 holte er im Doppel mit He Zhiwen und im Mixed mit Jiao Zhimin Bronze.
In der ITTF-Weltrangliste wurde Fan Changmao im Anfang 1985 auf Platz acht geführt.
1991 wechselte er in die 2. deutsche Bundesliga zum TTC Grünweiß Bad Hamm. Zwei Jahre später schloss er sich dem TTF Bad Honnef an, mit dem er 1994 den Aufstieg in die 1. Bundesliga schaffte und den er 1996 Richtung TTK Würzburg verließ. Nach einem Abstecher zum TTG Munscheid in der Saison 2002/03 kehrte er wieder nach Würzburg zur Müller Würzburger Hofbräu zurück und wurde mit dessen Herrenmannschaft Deutscher Meister. Bis 2009 blieb er beim inzwischen umbenannten TTC Kist-Würzburg als Spielertrainer, zuletzt in der Regionalliga. Danach gab er seine vorher erworbene deutsche Staatsbürgerschaft auf und übersiedelte nach China, um dort als Trainer zu arbeiten.

## Turnierergebnisse
| Verband | Veranstaltung     | Jahr | Ort      | Land | Einzel        | Doppel        | Mixed         | Team |
| ------- | ----------------- | ---- | -------- | ---- | ------------- | ------------- | ------------- | ---- |
| CHN     | Asian Cup         | 1986 | Karachi  | PAK  | 2             |               |               |      |
| CHN     | Weltmeisterschaft | 1985 | Göteborg | SWE  | letzte 16     | Halbfinale    | Halbfinale    |      |
| CHN     | Weltmeisterschaft | 1983 | Tokio    | JPN  | Viertelfinale | Viertelfinale | Viertelfinale | 1    |